# No Mercy Fool!/The Suicidal Family
Albums de Suicidal Tendencies
Playlist: The Very Best of Suicidal Tendencies
(2010)
No Mercy Fools!/The Suicidal Family est une compilation du groupe de Thrash metal américain Suicidal Tendencies, sorti le 7 septembre 2010. Il contient des chansons du groupe No Mercy (en), composé par des membres de Suicidal Tendencies, et d'anciennes chansons de Suicidal Tendencies.

## Liste Des Titres
1. Suicidal Maniac
2. Possessed to Skate
3. The Prisoner
4. I Feel Your Pain... And I Survive
5. Join the ST Army
6. No Name, No Words
7. Born to Be Cyco
8. Come Alive
9. Something Inside Me
10. No Mercy Fool!
11. We're F'n Evil
12. Crazy But Proud
13. I'm Your Nightmare
14. Widespread Bloodshed... Love Runs Red